# Andrena cerebrata
Andrena cerebrata är en biart som beskrevs av Mitchell 1960. Andrena cerebrata ingår i släktet sandbin, och familjen grävbin. Inga underarter finns listade i Catalogue of Life.